# Lumbrineris hibernica
Lumbrineris hibernica är en ringmaskart som beskrevs av McIntosh 1903. I den svenska databasen Dyntaxa används istället namnet Abyssoninoe hibernica. Enligt Catalogue of Life ingår Lumbrineris hibernica i släktet Lumbrineris och familjen Lumbrineridae, men enligt Dyntaxa är tillhörigheten istället släktet Abyssoninoe och familjen Lumbrineridae. Arten är reproducerande i Sverige. Inga underarter finns listade i Catalogue of Life.